# Tiroler Landeskonservatorium

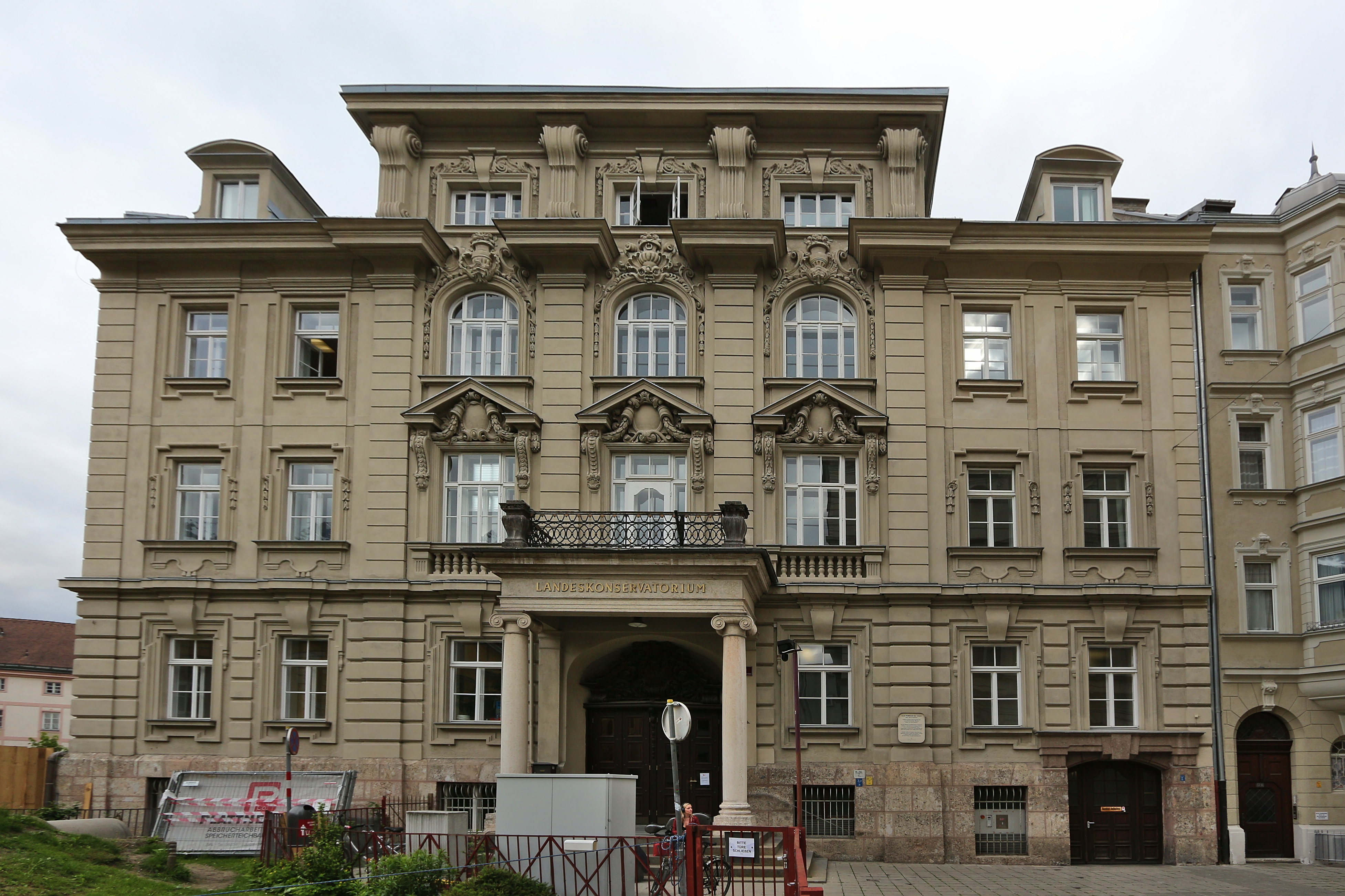
Das Konservatorium in der Paul-Hofhaimer-Gasse

Das Tiroler Landeskonservatorium ist ein staatliches Konservatorium mit Sitz in der Stadt Innsbruck, Tirol.

## Geschichte
Am 26. Juli 1817 suchten Innsbrucker Bürger beim k.k. Landesgubernium um die Genehmigung an, in ihrer Stadt einen „wirklichen akademischen Musikverein“ gründen zu dürfen. Am 6. April 1818 erteilte die Polizeihofstelle die Zustimmung, und so konnte am 2. Juni 1818 die konstituierende Versammlung des „Vereins zur Beförderung der Tonkunst“ zusammentreten.
Ziele des Vereins waren einerseits „Lehranstalt“ zu sein und andererseits „als Beförderungsmittel des Vergnügens“ zu wirken. Der Musikverein fungierte also sowohl als Schule als auch als Organisator von Musikveranstaltungen.
Unmittelbar aus dem Musikverein hervorgegangen sind neben dem Tiroler Landeskonservatorium auch das Tiroler Symphonieorchester Innsbruck und die Musikschule Innsbruck, der Verein selbst musste zur Zeit des Nationalsozialismus aufgelöst werden.
Ursprünglich war der Musikverein im Lyceal-, dem späteren Universitätsgebäude, untergebracht, später im Theresianum. Um 1870 wurden zusätzlich auch noch Nebenräume des Redoutensaals benützt. Die Hoffnung, beim Bau des Ferdinandeums einige Räume und einen Konzertsaal zu erhalten, wurde nicht erfüllt. Der Raummangel wurde trotz des „neuen“ Musikvereinssaals, eines adaptierten alten Turnsaals des Akademischen Gymnasiums, zu einem Problem. Schließlich stellte die Stadt Innsbruck 1906 kostenlos den Grund für einen Neubau zur Verfügung; 1910 wurde der Bau begonnen und am 16. April 1912 das Musikvereinsgebäude, das heutige Konservatorium, unter Anwesenheit von Eugen von Österreich-Teschen eingeweiht.
1934 wurde der Musikschule des Innsbrucker Musikvereins vom Bundesministerium für Unterricht in „Anerkennung der mehr als hundertjährigen erfolgreichen Tätigkeit des ersten Tiroler Musiklehrinstitutes“ die Bezeichnung „Konservatorium“ zuerkannt. 1939 wurde der Musikverein praktisch (förmlich 1941) aufgelöst und die Musikschule in „Musikschule der Gauhauptstadt Innsbruck“ umbenannt. Nach dem Krieg entstand daraus die Städtische Musikschule Innsbruck. Den Rang als Konservatorium hatte sie jedoch verloren, erhielt ihn aber 1957 erneut verliehen. 1987 wurden Musikschule und Konservatorium verwaltungstechnisch getrennt. Seit 1. September 1990 ist das Land Tirol Träger des Tiroler Landeskonservatoriums.
Mit dem Pensionsantritt von Nikolaus Duregger, der 2007 ab Leiter des Konservatoriums war, übernahm 2025 dessen Stellvertreter Max Bauer interimistisch die Leitung.

## Studium
Im 8-semestrigen „Künstlerischen Diplomstudium“ (Konzertfach) werden Studierende zu Solisten, Orchester- und Kammermusikern, Opern- und Konzertsängern, Dirigenten und Komponisten ausgebildet.
Im Zuge des Bologna-Prozesses fordern die Bestimmungen für eine staatlich gültige Lehrbefähigung für den Unterricht an Musikschulen einen Bachelorabschluss. Durch die seit dem Wintersemester 2006/2007 bestehende Kooperation mit der Universität Mozarteum Salzburg ist dieser international gültige akademische Abschluss des IGP-Studiums sichergestellt.
Neben den Berufsstudien bietet das Tiroler Landeskonservatorium auch die berufsbegleitenden 6-semestrige Lehrgänge Alpenländische Volksmusik, Blasorchesterleitung, Elementare Musikpädagogik und Jazz und improvisierte Musik an.
Darüber hinaus gibt es Angebote wie z. B. Meisterklassen. Auch die stimmliche Ausbildung der Wiltener Sängerknaben findet am Tiroler Landeskonservatorium statt.

## Bibliothek
Die Bibliothek des Tiroler Landeskonservatoriums lässt sich bis 1818 zurückverfolgen. Bereits damals berichtet die Chronik von einem „erheblichen Vorrath“ klassischer Messen und Symphonien.
Die Bibliothek enthält ca. 80.000 Bände an Musikalien, über 7.000 Bücher. Zusätzlich gibt es einen historisch wertvollen Bestand von Autographen und Büchern. Hinzu kommen die Jahresberichte des Musikvereins (1876–1920), über 13.000 Langspielplatten, eine Foto- und Diasammlung, Konzertprogrammsammlungen ab 1866 sowie über 6.000 CDs. Die Bibliothek des Tiroler Landeskonservatoriums zählt damit zu den bedeutendsten Musiksammlungen Westösterreichs.
Die Bibliothek ist öffentlich zugänglich, befindet sich allerdings nicht im Gebäude des Tiroler Landeskonservatoriums, sondern floss 2018 in die Gemeinschaftsbibliothek des Hauses der Musik ein.

## Persönlichkeiten
- Josef Pembaur der Ältere, Direktor 1874–1918
- Emil Schennich, Direktor 1918–1928
- Rudolf Kattnigg, Direktor 1928–1934
- Bruno Wind, Direktor 1972–1993